# Cubei, Bolgrad
Cubei (în bulgară Кубей, în ucraineană Кубей, transliterat: Kubei, denumit între 1940 și 2016 Червоноармійське, transliterat Cervonoarmiiske) este localitatea de reședință a comuna Cubei din raionul Bolgrad, regiunea Odesa, Ucraina. Are 6.544 locuitori, preponderent bulgari și găgăuzi.
Satul este situat la o altitudine de 91 metri, în partea central-nordică a raionului Bolgrad. El se află la o distanță de 18 km nord de centrul raional Bolgrad și la 220 km sud-vest de Odesa. Prin această localitate trece drumul național Bolgrad-Cetatea Albă. Din apropierea acestei localități izvorăște râul Carasulac, care traversează satul și se varsă printr-un canal într-un golf al Lacului Ialpug.
Până în anul 1947 satul a purtat denumirea oficială de Cubei (în ucraineană Кубей), în acel an el fiind redenumit Cervonoarmiiske (în traducere "Armata Roșie").

## Istoric
Teritoriul satului Cubei a fost populat din cele mai vechi timpuri. Au fost descoperite urme arheologice ale mai multor așezări omenești: de la sfârșitul epocii bronzului (sfârșitul mileniului II î.Hr.), perioada antică (sec. VI - III-lea î.Hr.) etc. În secolele XVI - XVIII, pe aceste locuri s-au așezat tătarii nogai seminomazi, care au denumit așezarea Kubey .
Pentru a-și consolida stăpânirea asupra Basarabiei, încă de la începuturile ocupației militare a acestui teritoriu în timpul războiului ruso-turc din 1806-1812, autoritățile țariste ruse au sprijinit stabilirea în sudul Basarabiei a familiilor de imigranți bulgari din sudul Dunării, aceștia primind terenuri. Satul Cubei a fost fondat în anul 1809 de către coloniștii bulgari și găgăuzi ce veneau din sudul Dunării, din satele aflate în centrul și estul Bulgariei de astăzi: Durmușchioi (azi Lozevo, regiunea Șumen), Eni Mahale (azi Novo Selo, regiunea Sliven), Kosovcea (azi Kosovo, regiunea Șumen) și orașul Șumen. Totuși, satul a fost înscris abia în 1814 pe hărțile administrative ale Basarabiei.
Prin Tratatul de pace de la București, semnat pe 16/28 mai 1812, între Imperiul Rus și Imperiul Otoman, la încheierea războiului ruso-turc din 1806 – 1812, Rusia a ocupat teritoriul de est al Moldovei dintre Prut și Nistru, pe care l-a alăturat Ținutului Hotin și Basarabiei/Bugeacului luate de la turci, denumind ansamblul Basarabia (în 1813) și transformându-l într-o gubernie împărțită în zece ținuturi (Hotin, Soroca, Bălți, Orhei, Lăpușna, Tighina, Cahul, Bolgrad, Chilia și Cetatea Albă, capitala guberniei fiind stabilită la Chișinău).
La începutul secolului al XIX-lea, conform recensământului efectuat de către autoritățile țariste în anul 1817, satul Cobei (Cubei) făcea parte din Ocolul Izmailului a Ținutului Ismail .
Coloniștii bulgari și găgăuzi au primit de la autoritățile țariste 60 de hectare de teren pentru a fi cultivate, fără să aibă însă dreptul de a le vinde. Ei au fost scutiți o perioadă de 10 ani de plata impozitelor și de serviciul militar obligatoriu. Aceste condiții favorabile au contribuit la creșterea rapidă a populației Cubeiului: dacă în 1816 locuiau în sat 133 de familii cu 652 de persoane, în 1848 populația crescuse la 1.516 persoane. În ultimii 50 de ani ai secolului al XIX-lea, Cubeiul a devenit unul dintre cele mai importante centre ale coloniilor bulgare din sudul Basarabiei.
În urma Tratatului de la Paris din 1856, care încheia Războiul Crimeii (1853-1856), Rusia a retrocedat Moldovei o fâșie de pământ din sud-vestul Basarabiei (cunoscută sub denumirea de Cahul, Bolgrad și Ismail). Satul Cubei s-a aflat pe teritoriul rămas Rusiei devenind localitate de frontieră. Aici au fost înființate un punct vamal pe șoseaua Chișinău - Ismail - Galați, un avanpost de carantină, precum și o stație de poștă. În Cubei și în satele învecinate au fost cantonate patru regimente de cazaci de pe Don.
Fugit de persecuțiile poliției austriece și a turcilor, aici a locuit o vreme revoluționarul și poetul bulgar, Gheorghi Rakovski (1821-1867). În satul Cubei, el a scris mai multe poezii, inclusiv "Întârziere în carantina din Cubei" și "Amintiri din trecutul Bulgariei", în care și-a exprimat încrederea în eliberarea Bulgariei de sub jugul otoman.
În vara anului 1871, autoritățile țariste au desființat privilegiile coloniștilor bulgari și găgăuzi din Basarabia, ceea ce a schimbat structura administrativă a coloniilor. În urma Tratatului de pace de la Berlin din 1878, România a fost constrânsă să cedeze Rusiei teritoriul Basarabiei de sud. Cubei și-a pierdut astfel importanța de punct de frontieră.
După Unirea Basarabiei cu România la 27 martie 1918, satul Cubei a făcut parte din componența României, în Plasa Traian a județului Cahul. Pe atunci, populația era formată din bulgari și găgăuzi în proporții aproape egale, existând și comunități mici de români și de ruși. La recensământul din 1930, s-a constatat că din cei 6.567 locuitori din sat, 3.303 erau bulgari (50.30%), 3.108 găgăuzi (47.33%), 81 români (1.23%), 52 ruși (0.79%), 7 evrei, 6 greci și 1 armean.
În perioada cât s-a aflat sub administrație românească, în sat au funcționat un spital de stat, dispensar medical, un oficiu PTT de stat, un oficiu telefonic și un cămin cultural al Fundației Culturale Regale "Principele Carol" .
Ca urmare a Pactului Ribbentrop-Molotov (1939), Basarabia, Bucovina de Nord și Ținutul Herța au fost anexate de către URSS la 28 iunie 1940. După ce Basarabia a fost ocupată de sovietici, Stalin a dezmembrat-o în trei părți. Astfel, la 2 august 1940, a fost înființată RSS Moldovenească, iar părțile de sud (județele românești Cetatea Albă și Ismail) și de nord (județul Hotin) ale Basarabiei, precum și nordul Bucovinei și Ținutul Herța au fost alipite RSS Ucrainene. La 7 august 1940, a fost creată regiunea Ismail, formată din teritoriile aflate în sudul Basarabiei și care au fost alipite RSS Ucrainene . Deși făcea parte din județul Cahul, satul Cubei a fost alipit RSS Ucrainene, devenind localitate de frontieră.
În perioada 1941-1944, toate teritoriile anexate anterior de URSS au reintrat în componența României. Apoi, cele trei teritorii au fost reocupate de către URSS în anul 1944 și integrate în componența RSS Ucrainene, conform organizării teritoriale făcute de Stalin după anexarea din 1940, când Basarabia a fost ruptă în trei părți.
În anul 1947, autoritățile sovietice au schimbat denumirea oficială a satului din cea de Cubei în cea de Cervonoarmîiske (în traducere "Armata Roșie"). În anul 1954, Regiunea Ismail a fost desființată, iar localitățile componente au fost incluse în Regiunea Odesa.
Începând din anul 1991, satul Cubei face parte din raionul Bolgrad al regiunii Odesa din cadrul Ucrainei independente. În prezent, satul are 6.544 locuitori, preponderent bulgari și găgăuzi.
În 2016, în contextul eliminării multor denumiri de localități ce amintesc de perioada sovietică, localitatea a revenit la denumirea oficială de Kubei.

## Economie
Locuitorii satului Cubei se ocupă în principal cu agricultura și cu creșterea animalelor. Se cultivă cereale (grâu de toamnă, secară, porumb), viță de vie și pomi fructiferi. Aici s-a dezvoltat foarte mult creșterea ovinelor.

## Personalități
- Aleksandar Teodorov-Balan (1859-1959) - filolog bulgar, unul dintre cei mai importanți lingviști bulgari, primul rector al Universității din Sofia
- Petr Trufkin - scriitor

## Demografie
Componența lingvistică a comunei Cubei
     Bulgară (62,12%)
     Găgăuză (26,56%)
     Rusă (9,44%)
     Ucraineană (1,53%)
     Alte limbi (0,28%)
Conform recensământului din 2001, majoritatea populației comunei Cubei era vorbitoare de bulgară (62,12%), existând în minoritate și vorbitori de găgăuză (26,56%), rusă (9,44%) și ucraineană (1,53%).
1930: 6.567 (recensământ)
2001: 6.544 (recensământ)